# Tobol'sk
Toból'sk (in russo Тобо́льск?) è una città della Russia, storica capitale della Siberia Occidentale, ora parte dell'oblast' di Tjumen', capoluogo dell'omonimo rajon. Essa si trova alla confluenza dei fiumi Tobol e Irtyš, dove sorge il Cremlino di Tobol'sk.

## Storia
Fondata nel 1587, ottenne lo status di città nel 1590, dal 1796 al 1919 fu capoluogo della Gubernija di Tobol'sk. Nella città furono mandati in esilio l'ultimo zar della Russia, Nicola II, appartenente alla famiglia Romanov, con tutta la famiglia, oltre che il pittore di corte Ivan Maksimovič Nikitin.
Tobol'sk è anche famosa per essere la città natale di Mendeleev, mentre Rasputin nacque in un villaggio ora appartenente all'oblast' di Tjumen'. 
Dal nome del fiume Konda, che scorre vicino a Tobol'sk, presero nome gli antenati di Kandinskij. 

## Società

### Evoluzione demografica
Fonte: mojgorod.ru
| 1897   | 1926   | 1939   | 1959   | 1970    |
| ------ | ------ | ------ | ------ | ------- |
| 20 400 | 18 200 | 32 200 | 36 500 | 49 300  |
| 1979   | 1989   | 1996   | 2002   | 2007    |
| 62 000 | 94 100 | 98 000 | 92 880 | 100 000 |

## Geografia fisica

### Clima
Fonte: WorldClimate.com
- Temperatura media annua: 0,0 °C
- Temperatura media del mese più freddo (gennaio): −18,6 °C
- Temperatura media del mese più caldo (luglio): 18,4 °C
- Precipitazioni medie annue: 449 mm

## Galleria d'immagini

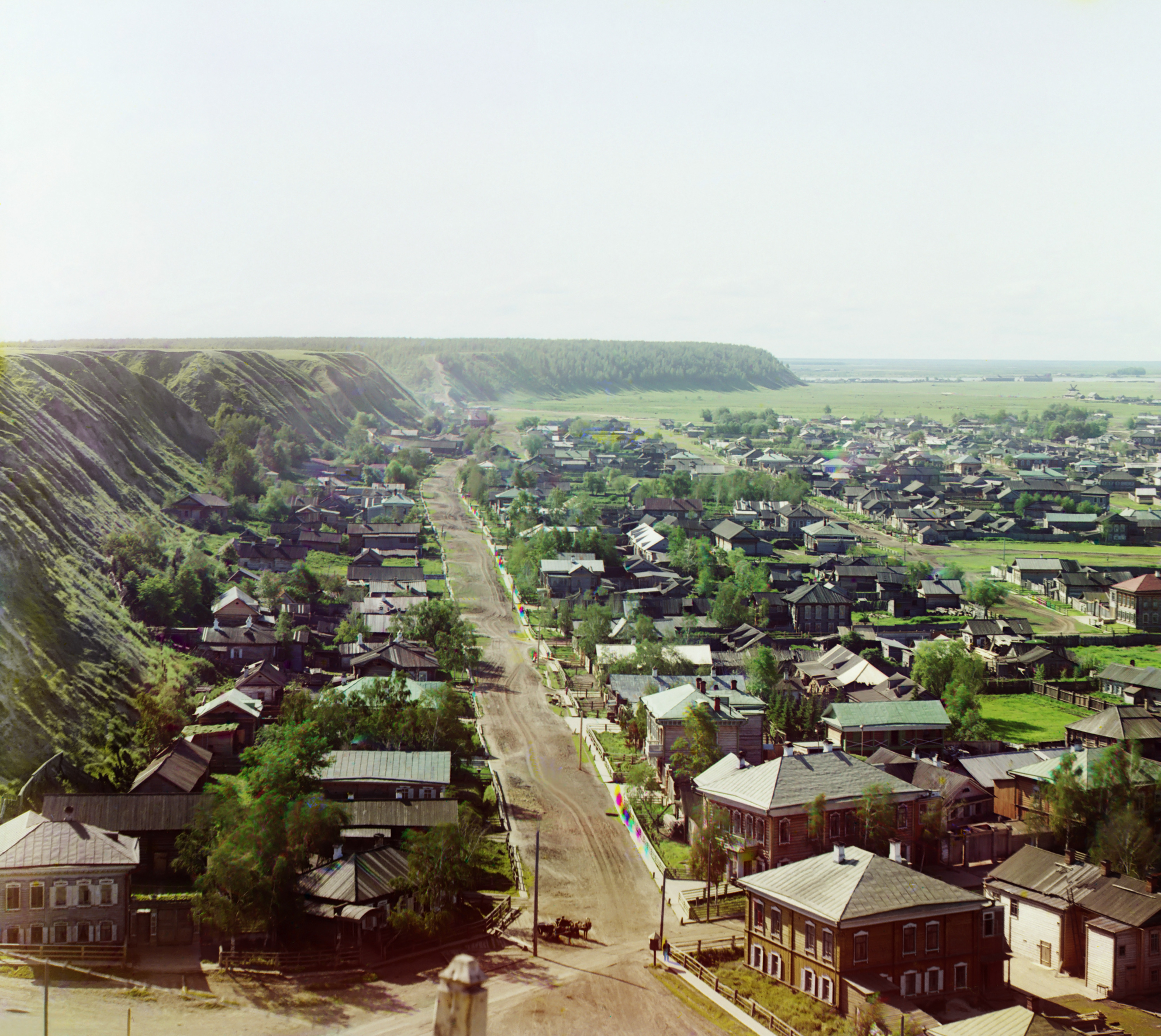
Veduta della città nel 1912.
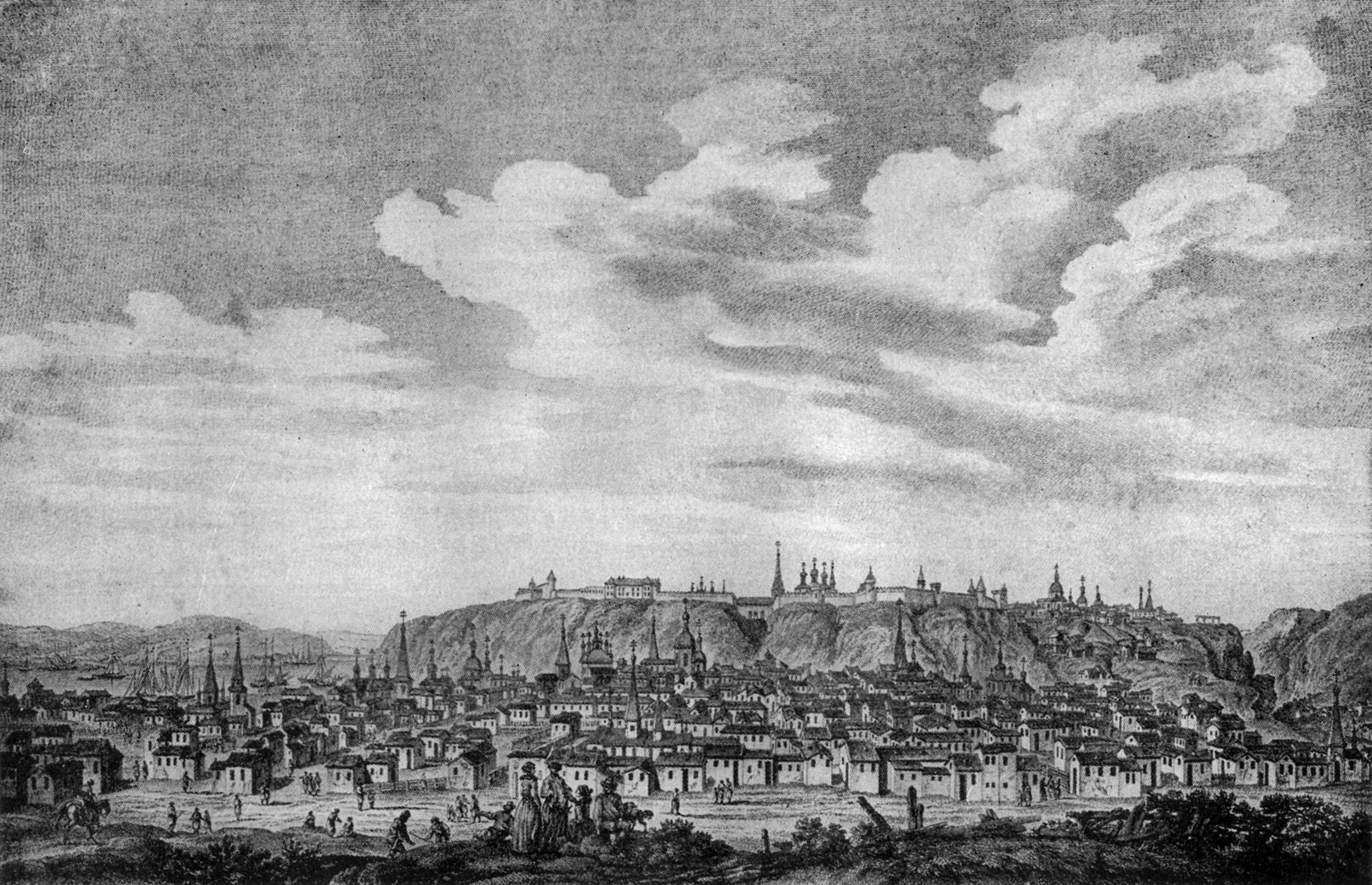
La città nel 1898.
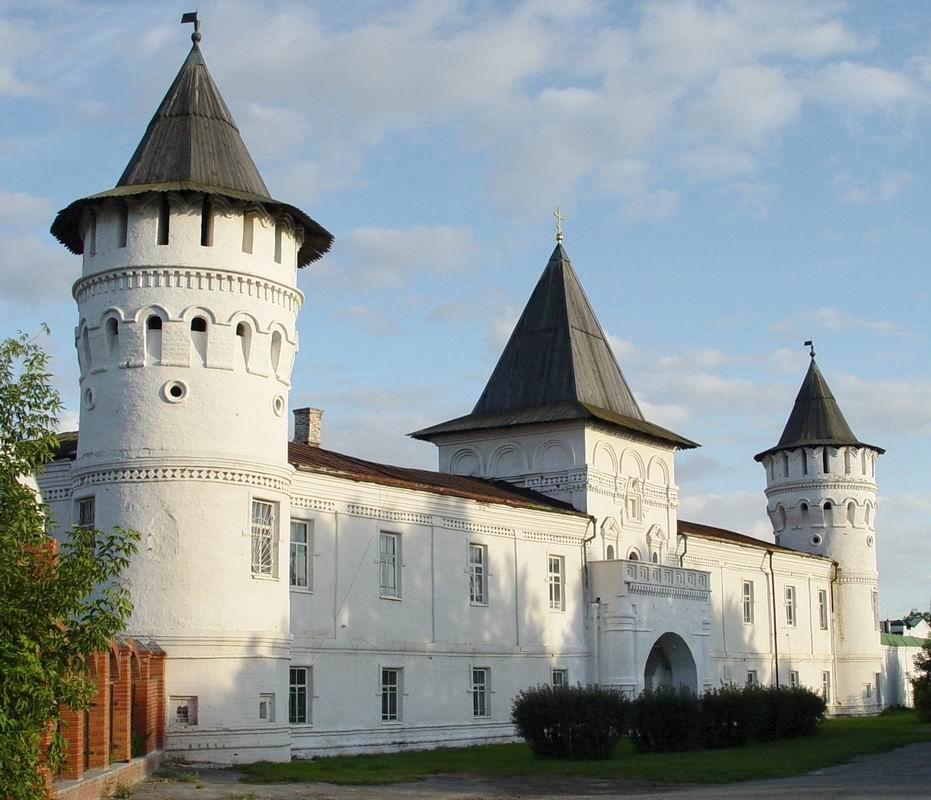
Il Gostinij dvor.
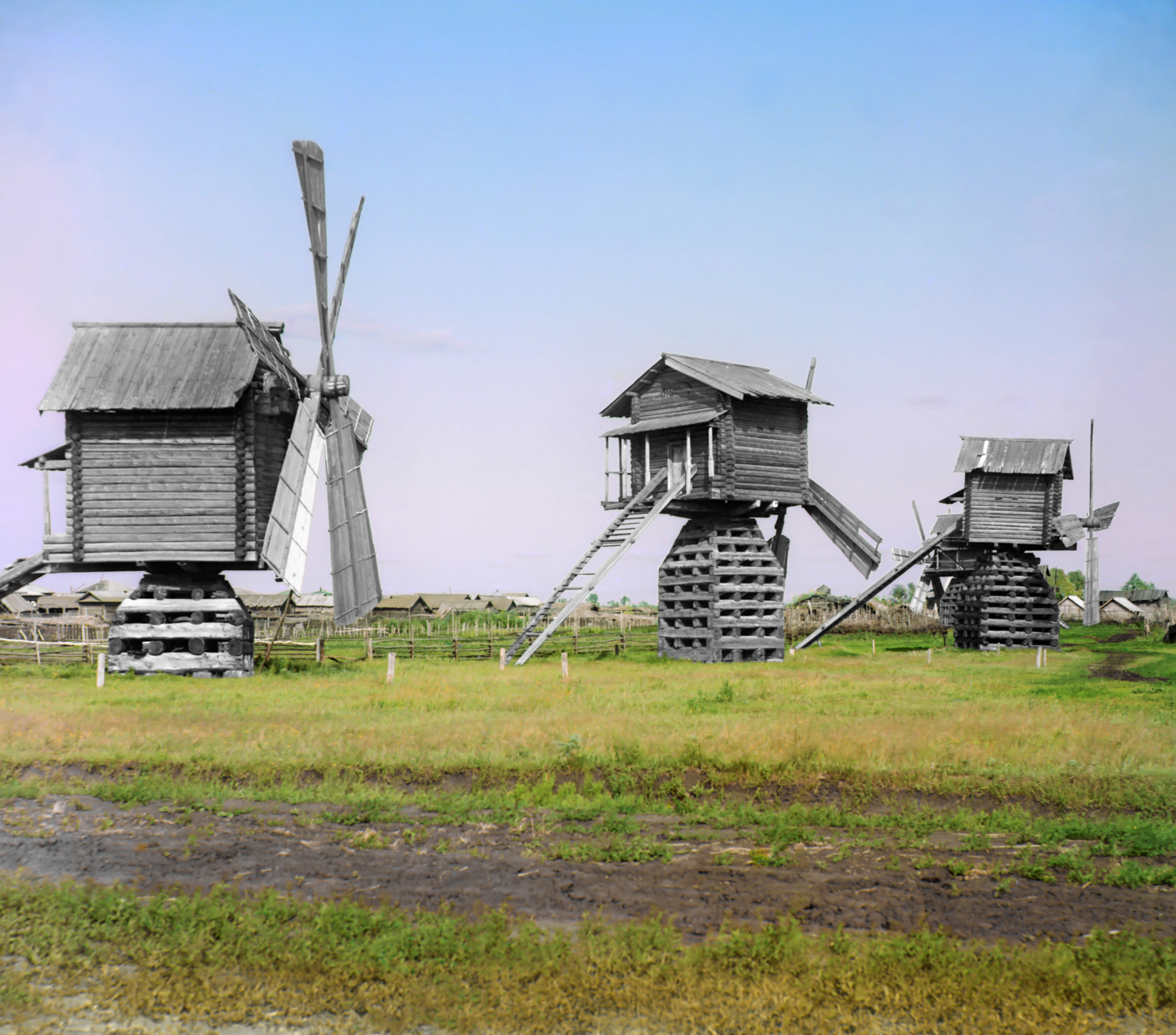
Mulini a vento nei dintorni di Tobol'sk.